# “波兰集中营”争议

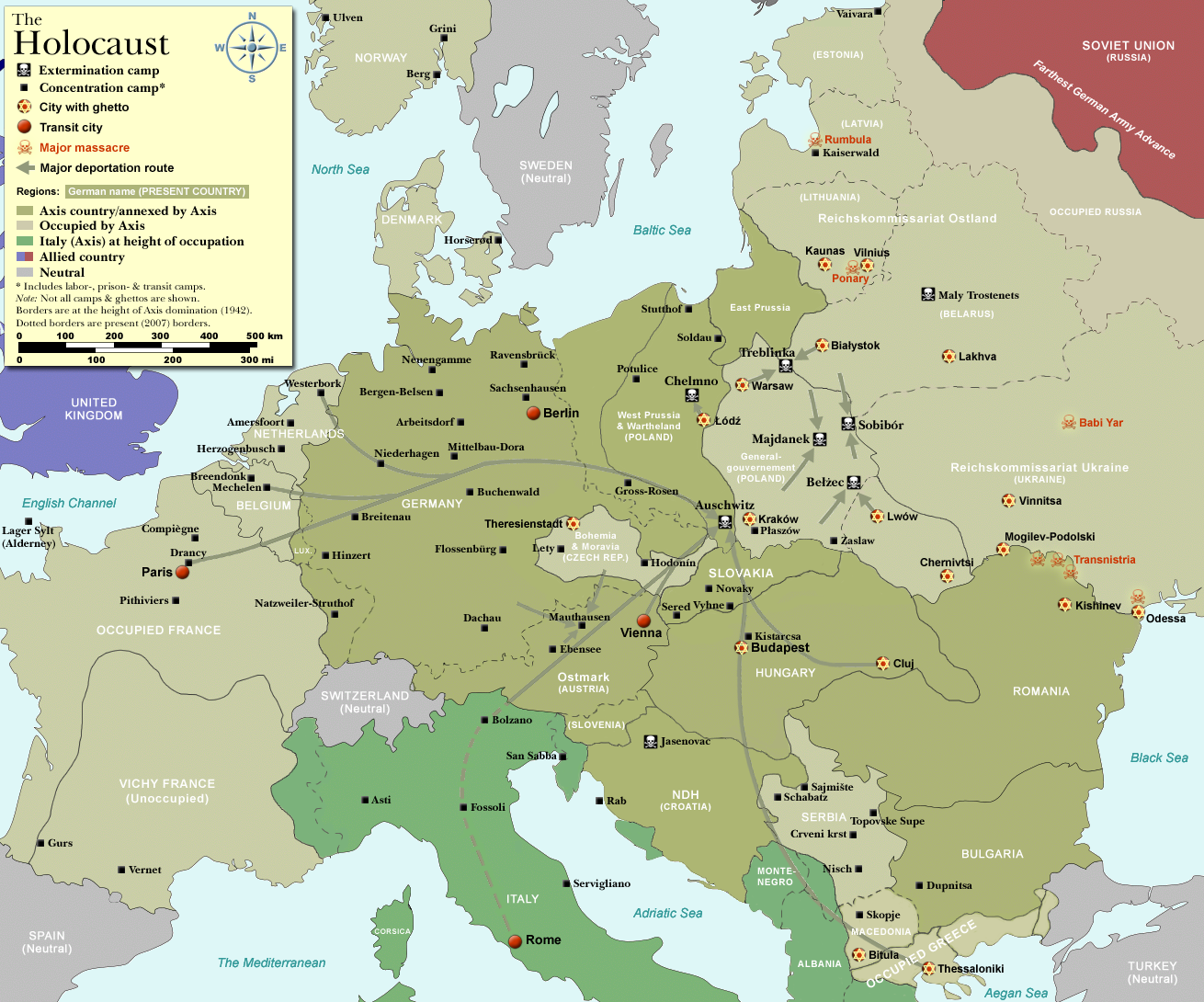
第二次世界大战期间的納粹集中營分布于今天的爱沙尼亚、奥地利、白俄罗斯、保加利亚、比利时、波兰、丹麦、德国、法国、荷兰、捷克、克罗地亚、拉脫維亞、立陶宛、馬其頓共和國、挪威、塞尔维亚、斯洛伐克、斯洛文尼亚、匈牙利、意大利等国。德国仅在德占波兰建立了莱茵哈德行动的滅絕營。

“波兰集中营”（英語：Polish concentration camps）与“波兰灭绝营”（英語：Polish death camps）等称谓是一個不精確的用词，该类称谓的使用引发了各种争议，乃至立法层面的争论。新聞媒體和公众人物常常用“波兰集中营”指代第二次世界大战期间由納粹德國在德占波兰建造与运行的集中营。
当讨论有关猶太人大屠殺的话题，或是谈论纳粹德国集中营对波兰及其他国家国民的屠杀时，“波兰集中营”的说法常用于表述这类设施地理上位于德占波兰。然而，这一称谓被猶太人认为弱化了德国人对犹太人大屠杀的责任，而且可能会造成“波兰集中营”是“波兰人设立的集中营”或“波兰人运行的集中营”等误解。波兰的官员、组织机构、以及波兰公民和波兰侨民反对“波兰集中营”的称谓，认为这一表述是严重的误导。
2018年《国家记忆研究院法修正案》由波兰总统安杰伊·杜达签署生效。修正案认定公开声称波兰国家或波兰民族对猶太人大屠殺相关罪行、危害和平罪、反人类罪和战争罪负有集体责任的错误言论属犯罪行为，其它“极大削弱了实际实施者的责任”的公开声明同属犯罪；学术研究、历史讨论和艺术活动不受该法案的限制。通常认为该法案的通过使得“波兰集中营”和“波兰灭绝营”称谓的使用被认定为犯罪。法案的通过造成了争议；波兰和以色列两国经过一系列争论最终达成了共识。2018年6月，波兰议会通过了对法案的重新修订，移除了将上述错误言论认定为犯罪的内容；波兰和以色列发表了谴责反犹太主义与反波兰情绪的联合声明，并在声明中共同谴责了对“波兰集中营”称谓的使用。

## 历史背景

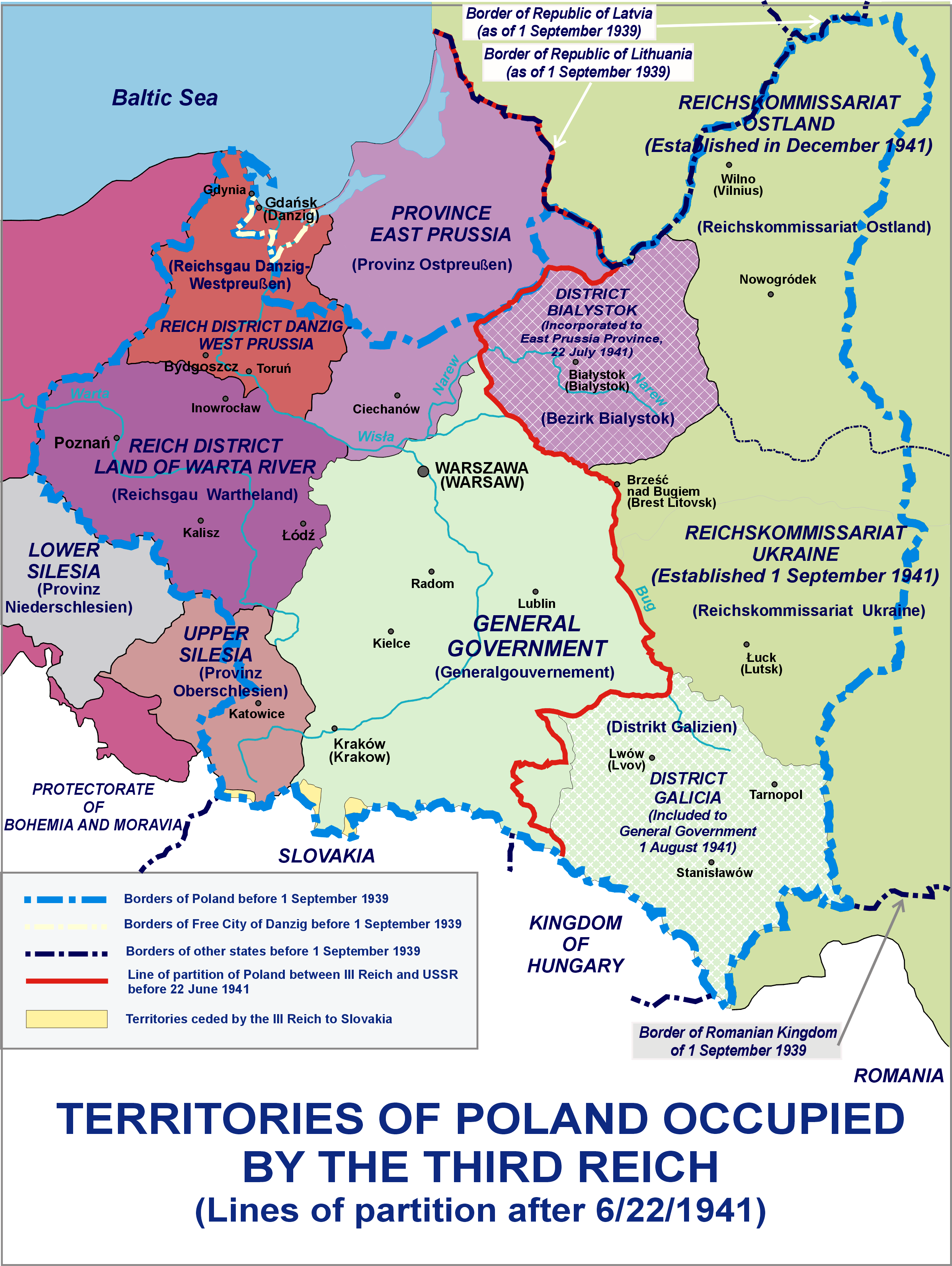
1939年德苏入侵波兰后至1941年巴巴罗萨行动前波兰边境的变化

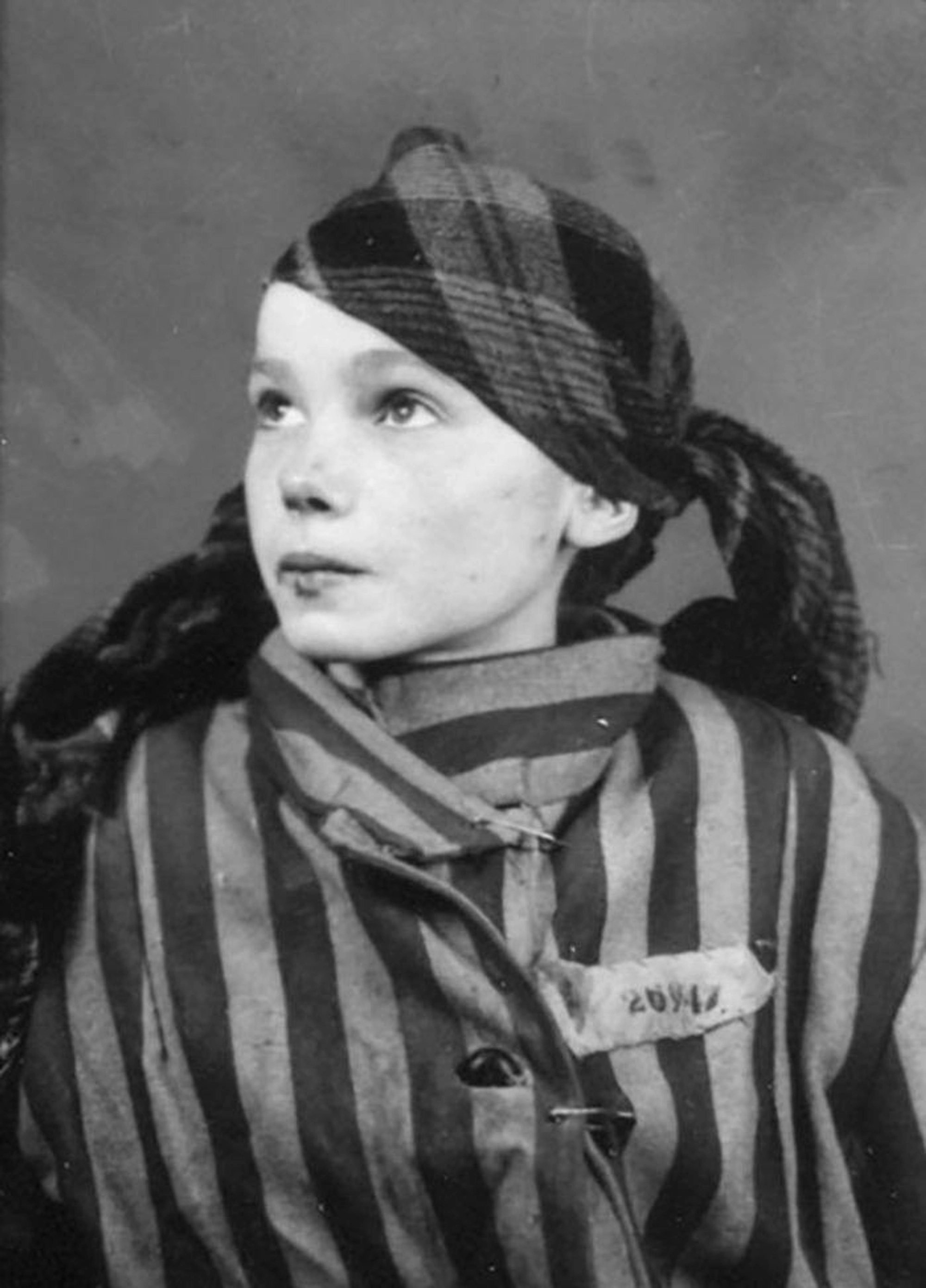
切斯瓦娃·科沃卡，一位信奉天主教的波兰女孩，14岁时被德国人杀害于奥斯维辛。德国人在奥斯维辛集中营杀害了230,000名儿童，其中大多为犹太人。

在第二次世界大战期间，由于纳粹德国的种族灭绝行动，300万波兰犹太人（占战前波兰犹太人口的90％）被杀害。至少有250万非犹太波兰平民和士兵同样被德国杀害。此外，纳粹还将100万非波兰犹太人押送至德国占领的波兰后杀害。
德国入侵波兰后并未在波兰建立如同維希法國一样的傀儡政府，而是由政府直接管辖波兰占领区。战前波兰的西部领土被德国直接吞并。一些波兰人被驱逐出德国占领区，为德国定居者腾出空间。波兰东部的部分领土划归烏克蘭總督轄區与東方總督轄區。德占波兰的剩余部分被德国称作“波蘭總督府”，作为占领区由德国直接管辖。这一所谓总督府未获得外交承认。
据估计，德国人杀害了超过200万非犹太波兰公民。纳粹德国策划者要求“彻底毁灭”所有波兰人；并在《東方總計畫》灭绝计划中概述了波兰人和斯拉夫人的将来命运。
历史学家普遍声称与其它德占国家的情况相比，和纳粹德国合作的波兰人数非常有限。波兰地下国对纳粹合作者予以司法判决和处决，波蘭流亡政府合作参与抵抗德国占领的运动，包括援助波兰犹太人。
一些波兰人对纳粹围捕犹太人漠不关心，甚至成为納粹的同谋。某些情况下波兰人会将邻居的犹太人出卖给德国人，或者勒索犹太人——这类波兰人被称作“猪油仔”（szmalcownik，源自德语的Schmalz“猪油”）。一些事件中，波兰人直接杀害了犹太移民，其中包括1941年的耶德瓦布內反犹骚乱，以及1946年战争结束后的凯尔采反犹骚乱。

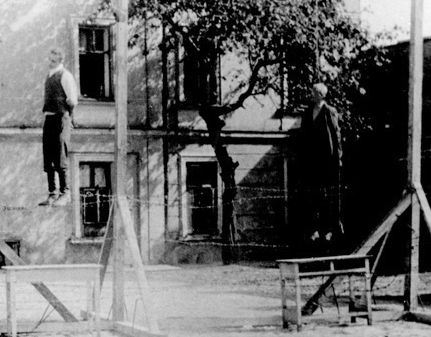
因援助犹太人藏匿而被公开处以绞刑的波兰人。1943年9月6日拍摄于普热梅希尔

然而，仍有一些波兰人冒着生命危险藏匿和援助犹太人。有的犹太人被德国人逮捕时会出賣援助自己的波兰人，导致一整套波兰援助网络被德军杀害。德占波兰是全欧洲唯一将犹太人营救者及其全家处以死刑的地区。在二战期间纳粹杀害的300万非犹太波兰人中，5万人仅因为援助犹太人就被德国处决。在所有的德占国家中，仅有波兰建立了专门的援助犹太人组织——热戈塔委员会。有些研究认为曾援助犹太人的波兰人人数可能达到上百万之多；也有些研究认为援救者的人数可能高达300万人。波兰的犹太人大屠杀幸存者据估计约有5万-12万人，其中半数是热戈塔委员会救出的。战后以色列的犹太人大屠杀纪念馆认定各国拯救犹太人免遭屠杀的非犹太人为“国际义人”，其中波兰国际义人的人数为各国中最多的。

## 对该称谓的分析

### 支持该称谓的理由
“波兰集中营”这一称谓的支持者认为该称谓被严格用于指出纳粹集中营的地理位置，并非暗示当时已迁至法国（后又迁至英国）的波兰政府参与了集中营的建设管理。一些国际政治家和新闻机构已经就使用“波兰集中营”的称谓道歉，其中较为著名的是时任美国总统贝拉克·奥巴马2012年的道歉。
CTV電視網新闻总裁罗伯特·赫斯特为CTV使用该称谓辩解称，“波兰集中营”的说法“仅仅表示地理位置”，但加拿大广播标准协会规定禁止使用该称谓，宣称CTV使用该称谓是不道德的。
在评论波兰2018年通过的将“波兰集中营”称谓定为犯罪的法案时，以色列政治家亚伊尔·拉皮德认为“波兰集中营”的说法是正当的，辩称“数十万犹太人根本没见过一个德军士兵就被杀害了”。

### 对该称谓的批评
该称谓的反对者认为“波兰集中营”这类说法不准确，擔心这一说法可能暗示这些集中营由波兰人负责。然而事实上上，这些集中营的设计、建造和运行都由德国人完成，用于屠杀波兰的犹太人和非犹太人，以及被德国人自欧洲各地押送来的犹太人。历史学家杰内维·祖布日斯基以及反誹謗聯盟认定“波兰集中营”的说法为不当用词。认定该称谓属于“误导”的还包括《华盛顿邮报》编委会、《纽约时报》、加拿大广播标准协会、以及纳粹猎手伊弗伦·祖洛夫博士。以色列猶太大屠殺紀念館称“波兰集中营”的说法是“对历史的歪曲”，白宫发言人托米·维尔特称该称谓的使用是“错误陈述”。
反诽谤联盟主任亚伯拉罕·福克斯曼称用指代地理位置的说法来为“波兰集中营”的使用开脱属于“用语的粗心大意”，以及"彻头彻尾的错误，对波兰极不公平”。波兰外交部长亚当·丹尼尔·罗特菲尔德2005年说道“借着‘这只是地理描述’的托词，已有人企图歪曲历史”。

## 该称谓的公开使用
早在1944年，“Polish death camp”（波兰死亡营）的说法就出现在《柯利尔周刊》的一篇文章中。该文的标题即为《波兰死亡营》，其内容摘录自 波兰抵抗运动战士杨·卡尔斯基1944年的回忆录《来自波兰的信使：一个秘密国家的故事》（Courier from Poland: The Story of a Secret State）。卡尔斯基本人在杂志文章中和回忆录里使用了“犹太人死亡营”（Jewish death camp）的表述，而非“波兰死亡营”。
此外，在战后早期“波兰死亡营”的用法在1945年的《当代犹太人记录》（Contemporary Jewish Record）、《犹太老兵》（The Jewish Veteran）、《巴勒斯坦年鉴与以色列年刊》（The Palestine Yearbook and Israeli Annual）等期刊中出现；1947年的著作《越过最后的道路》（Beyond the Last Path）中也用到了该称谓，其作者为匈牙利出生的比利时犹太抵抗战士尤金·韦恩史托克（Eugene Weinstock）；波兰作家佐菲亚·纳夫科夫斯卡在1947年的《奖章》（Medallions）一书中也使用了该称谓。
2016年马特·勒波维奇（Matt Lebovic）在《以色列时报》发文声称，前西德的114机构（招募前纳粹分子到西德情报部门的机构）曾致力于推广“波兰死亡营”这一用语，以尽量减少德国的责任并暗示波兰人的暴行。

### 大众传媒
2004年4月30日CTV电视新闻的一则报道提到“特雷布林卡的波兰集中营（Polish camps）”。波兰驻加拿大大使馆就此对CTV提出控告；但CTV的罗伯特·赫斯特辩称"Polish"（波兰的/波兰语）一词在整个北美使用时是用来指代地理位置的，因此拒绝更改。波兰驻渥太华大使向加拿大广播标准委员会的国家特殊服务小组（National Specialty Services Panel）提出申诉。委员会拒绝了赫斯特的辩解，裁定“‘Polish’一词与‘English’（英国的/英语）、‘French’（法国的/法语）、‘German’（德国的/德语）这类形容词一样，它们的内涵明显超出对地理范围的指代。将‘Polish’用于指代纳粹灭绝营显然是误导且不正当的。”
2009年，因《世界报》在2008年11月的一篇文章中将马伊达内克集中营称作“前波兰集中营”，一位施图特霍夫集中营囚犯的孙子日比格涅夫·奥谢夫斯基（Zbigniew Osewski）宣布将起诉阿克塞爾·斯普林格集團。该案件于2012年开始。
2009年12月23日，英国历史学家提莫西·阿什在《衛報》的一篇文章中写道：“几周前看审讯約翰·德米揚魯克的德国电视新闻报道时，我很惊讶地听到播音员将他描述为‘索比布尔的波兰灭绝营’的守卫。都什么时代了，一家主要的德国电视频道还认为自己可以将纳粹集中营称作‘波兰的’？根据我个人的经验，自动将波兰等同于天主教主义、民族主义和反犹主义，然后通过与犹太人大屠杀相联系滑坡认为波兰人有罪——这种现象仍很普遍。这种集体刻板印象对于历史记录很不公平。”
2010年波兰裔美国人的科希丘什科基金会发起请愿，要求美国四家主要新闻机构使用“位于纳粹占领波兰的德国集中营”的表述。
2011年9月23日，加拿大《环球邮报》报道了“波兰集中营”。加拿大议员泰德·奥皮兹与国籍与移民部长贾森·康尼支持波兰的抗议。
2013年，曾被关押在奥斯威辛-比克瑙集中营，后来担任一家德国集中营囚犯协会秘书的卡罗尔·腾德拉（Karol Tendera）起诉德國電視二台, 要求该电视台对使用“波兰集中营”这一表述公开道歉，并向慈善机构捐赠50,000兹罗提作为赔偿。法庭判决电视二台公开道歉。一些波兰人认为电视二台做出的道歉不够充分，用一辆载有“死亡营是纳粹德国的——电视二台道歉！”横幅的卡车抗议。他们计划在欧洲展开横跨1600公里的抗议“波兰集中营”表述的活动，从波兰弗罗茨瓦夫出发，经德国和比利时一路到达英国的劍橋，中途在美因茨的德国电视二台总部前停留。
《纽约时报风格与用语手册》建议不使用“波兰集中营”的表述；《美聯社格式手冊》与《华盛顿邮报》的风格指南也反对使用该表述。不过波兰2018年通过的将“波兰集中营”入刑的法案遭到了《华盛顿邮报》与《纽约时报》编辑部的谴责。

### 政治家
2012年5月，美国总统贝拉克·奥巴马在追授杨·卡尔斯基總統自由勳章时提到了“波兰灭绝营”。该表述遭到波兰人的抗议，包括波兰外交部长拉多斯瓦夫·西科尔斯基以及科希丘什科基金会主席亚历克斯·斯特罗津斯基。奥巴马政府的一位发言人后来表示总统在“提及德占波兰的纳粹集中营”时说错了话。2012年5月31日奥巴马总统给波兰总统科莫罗夫斯基写了一封信，在信中奥巴马解释道自己无意中使用了“波兰灭绝营”的说法指代“一座位于德占波兰的纳粹灭绝营”。奥巴马在信中进一步表示：“我对这一错误表示反悔，并且我同意这一时刻是让这一代人和后代了解真相的机会。”

## 波兰政府的行动

### 媒体
波兰政府与波兰侨民组织谴责这类包含“波兰”的集中营称谓。波兰外交部监督这类表述的使用，并在发现这些表达方式时寻求更改及道歉。2005年，波兰的犹太裔外交部长罗特菲尔德评论了“不怀好意”的例子，称“借着‘只是指代地理位置’的托词，已有人试图扭曲历史和藏匿真相。”他表示在提及集中营、隔都或猶太人大屠殺时使用“波兰的”这样的形容词可以暗示波兰人执行或参与了德国的暴行，并强调波兰是纳粹罪行的受害者。
2017年，由于法律公正党政府的政策，非政府组织“自由之家”将波兰媒体评估为“部分自由”，从前一年的“自由”降级。自由之家表示：“法律公正党政府试图破坏挑战其历史叙事的媒体声音，该政府偏好的历史叙事很大程度上忽视了波兰人民在第二次世界大战期间参与的暴行。”
2016年历史学家杨·格拉博夫斯基发表了一篇批评他称之为“波兰国家历史政策”的论文。他在论文中写道：“国家赞助的历史版本试图取消过去几十年的研究成果，并强行引入一种净化的，感觉良好的叙事。”一些记者曾撰文描述自己使用“波兰集中营”等术语后遭波兰政府施压的经历。

### 纪念
2008年，波兰国家记忆研究院主席致函当地政府，呼吁在所有纪念纳粹德国的受害者的纪念碑和纪念牌匾上“纳粹”之前增加“德国”一词，以纪念所有纪念德国受害者的纪念碑和碑文，并指出人们并不总是能理解“纳粹”与德国人的特别联系。多处德国施暴的场地适时做出更新，以紀念牌匾明确表明了实施者的国籍。国家记忆研究院还要求更好地记录和纪念苏联犯下的罪行。
类似的考虑促使波兰政府要求联合国教科文组织正式将“奥斯威辛集中营”更名为“前纳粹德国奥斯威辛-比克瑙集中营”，以澄清该营地是由纳粹德国建造和运营的。 2007年6月28日，在新西兰基督城举行的联合国教科文组织世界遗产委员会会议上，该集中营的名称正式改为“奥斯威辛-比克瑙 德国纳粹集中营和灭绝营（1940-1945）”。此前包括《明镜周刊》在内的一些德国媒体称该营地是“波兰的”。

### 2018年波兰法令和以色列-波兰共识
2018年2月6日，波兰总统安杰伊·杜达签署了一项关于国家纪念研究所法案的修正案，将表示猶太人大屠殺相关罪行的集体责任应归咎于波兰民族的言论定为犯罪。人们普遍认为该法律将使用“波兰死亡营”和“波兰集中营”的表述定为刑事犯罪。以色列官员和犹太人组织批评这项立法， 称该法律试图限制对波兰反犹太主义和大屠杀中一些波兰人的罪责的讨论。
1998年的《国家记忆研究院法》已经明确将“违背事实公然否认纳粹罪行、共产主义罪行，以及其他否认于1939年9月1日至1990年7月31日期间对波兰公民或其他国籍的波兰裔公民构成危害和平罪、反人类罪或战争罪的侵犯行为——上述否认可被处以罚款或最高三年的有期徒刑。”
在以色列和波兰共同努力下，该法律获得了重新修订。2018年6月27日，波兰众议院以388票对25票通过了对修正案的进一步修订，移除了将上述表述入刑的内容。次日，以色列总理本雅明·内塔尼亚胡宣读了波兰和以色列两国的联合声明，谴责反犹太主义与反波兰情绪，并反对“波兰集中营”等类似说法的使用。

#### 波兰反应
波兰2018年通过的法律，以及波兰人眼中国际社会对该法律的过度反应在波兰激起了强烈反响。
2018年1月，以色列和犹太人对国家记忆研究院法修正案的评论在波兰导致反犹太和反以色列的回应泛滥。波蘭電視台在一档脱口秀中打出了反犹太的字幕跑馬燈；国家电台评论员Piotr Nisztor评论道支持以色列官方立场的波兰人应当考虑放弃自己的波兰国籍；波兰电视二台的导演马钦·沃尔斯基评论道奥斯维辛灭绝营应该被称作“犹太灭绝营”，因为犹太人特遣队 (纳粹德国)运行过该灭绝营的焚化炉。
2018年1月29日波兰总统安杰伊·杜达对以色列官方反对该法案做出回应，声称波兰是纳粹德国的受害者，并未参与犹太人大屠杀，称“我永远无法接受歪曲历史和诬陷对我们波兰民族或波兰国家的诽谤与侮辱。”在2018年1月31日波兰参议院对该法案表决前，副总理貝婭塔·席多说道：“我们波兰人是受害者，犹太人也一样……捍卫波兰的好名声是每个波兰人的义务。”
2018年2月8日波兰政府展开了一项针对波兰、以色列、与美国的支持修正案的媒体运动。波兰政府机构的账号在社交媒体上传播“#GermanDeathCamps”（德国灭绝营）与“#PolishRighteousness”（波兰公义）的标签，一段由波兰政府资助的视频在Google、Facebook和Twitter上广为传播。
2018年3月14日波兰主教会议提到关于修正案的争论引发了反犹太主义抬头，并宣布反犹太主义“违背了爱邻如己的基督教信条。”

#### 以色列反应
一些以色列人指责波兰政府在认同犹太人大屠杀否定论。以色列总理本雅明·内塔尼亚胡回应这项立法称：“人们无法改变历史，也不能否认大屠杀。”
曾任记者的以色列议员亚伊尔·拉皮德曾宣称“曾有过波兰死亡营，没有法律可以改变这一点”。其他以色列官员，如教育和侨民事务部长纳夫塔里·本内特称“波兰灭绝营”的用法是“误传”，但仍对波兰拟定的法律评论道“这是对真相可耻的漠视。历史事实是许多波兰人协助杀害犹太人，或是把犹太人上交、迫害犹太人、甚至在大屠杀期间与大屠杀过后直接杀害犹太人。”
在波兰立法机构开始采取措施立法禁止“波兰灭绝营”称谓后，一些以色列官员担忧波兰可能试图粉饰其战时历史。以色列对外关系委员会主任劳伦斯·韦恩鲍姆（Laurence Weinbaum）于2015年在《华盛顿邮报》上写道：“那些把自己视为波兰名声的捍卫者的人常常很快指出，与其它德占国家的政权相比，波兰从未有过吉斯林那样的卖国政权；还会指出波兰地下抵抗与德国人殊死搏斗。事实上德占波兰的地方当局常常被完整保全，许多官员以对犹太居民而言致命的方式滥用自己的权力。”
然而，韦恩鲍姆同样高度批评他所谓“某些以色列人的野蛮主张，充斥着对波兰人在犹太人大屠杀中罪责的笼统控告，以及关于奥斯维辛起源错误的、贬损的声明。”在1998年的一篇文章中，他写道：“（在犹太人圈子中）对波兰的敌意部分是基于一种完全错误的印象，即德国选择德占波兰作为灭绝营的地点是由于德国可以指望波兰协作执行最终解决方案。尽管这种论点没有史实证据支持，但仍然得到了广泛的流传与信任……大意地将集中营称作‘波兰灭绝营’，而不是德国灭绝营或纳粹灭绝营，也在助长这种观念方面发挥了作用。”
以色列的猶太人大屠殺官方纪念机构——犹太大屠杀纪念馆表态称：“毫无疑问，‘波兰灭绝营’的说法是历史性的失实陈述……然而，限制学者和其他人表述波兰人直接或间接参与大屠杀期间在他们的土地上发生的罪行，则是严重的歪曲。”
2018年1月29日，以色列外交部发言人艾曼纽尔·拿顺在Twitter上写道：“那些（灭绝营）当然不是波兰的。那是德国的灭绝营。问题在于应当可以讨论波兰人在杀害犹太人中的参与，而免于担惊受怕或面临处罚威胁的合理而基本的自由。就这么简单。”
以色列政治科学家梭羅莫·亞維內里说年轻的以色列人无意中将波兰与犹太人大屠杀联系起来，有时甚至远远超过将其与纳粹德国联系。他在《国土报》上撰文呼吁重新评估以色列的大屠杀教育政策，从而在生者之旅中更加强调德国的罪责以及波兰的反抗。
以色列总统鲁文·里夫林在奥斯维辛说道历史学家应当能够不受限制地研究犹太人大屠杀。他还阐述道“毫无疑问有许多波兰人与纳粹政权作斗争，但我们不能否认波兰和波兰人对种族灭绝伸出过援手的事实”。
以色列记者Lahav Harkov在Twitter上重复“波兰死亡营”词组，以抗议在她眼中2018年的法案造成的审查与“接近大屠杀否定论边界”的行为。

#### 波兰裔美国人的反应
2018年的法案获得了波兰裔美国人大会主席的支持。科希丘什科基金会的前主席曾发起一项成功的运动，使得美国新闻出版业停止使用“波兰灭绝营”的称谓；但他反对波兰通过的法案，因该法案的做法适得其反。
Jacek K. Matysiak在波兰裔美国人报纸《极星报》上发文，将围绕法令的争议归咎于本雅明·内塔尼亚胡在以色列国内遭遇的政治斗争，同时认为争议与犹太人就二战期间波兰犹太人的财产损失向波兰索赔有关。

#### 波兰裔犹太人的反应
2018年波兰犹太教团联盟称新订立的法令导致了“日渐增长的不包容、排外与反犹主义的浪潮”，让很多教团成员担心自身安危。
1998年以色列建国50周年时，以色列驻波兰大使Yigal Antebi授予波兰犹太历史学家亚努什·苏耶斯基（Janusz Sujecki）一个奖项，以表彰苏耶斯基“为保护波兰犹太文化做出的贡献”。到了2018年，苏耶斯基将该奖项退还给时任以色列驻波兰大使安娜·阿扎里，作为对近期针对波兰的“诽谤与诋毁”浪潮的“象征性抗议”。苏耶斯基指出在犹太人大屠杀期间，波兰已经竭尽全力试图让西方盟军制止德国人在德占波兰对犹太人、波兰人及其它民族的大屠杀。1943年杨·卡尔斯基在与富兰克林·罗斯福的个人会晤中做了报告，但没赢得任何行动；卡尔斯基对斯蒂芬·塞缪尔·怀斯拉比及其它美国领导人与犹太领导人的个人报告只换来了怀疑和漠不关心。伦敦的波蘭流亡政府1944年请求轰炸通向波兰境内德国集中营的铁路线，仍然未获得西方盟军的回应。
2018年3月15日，一群波兰拉比感谢波兰主教会议谴责争议中的反犹太主义，宣称他们会“继续公开反对对待犹太人的类似态度”。

#### 其他反应
美国犹太人委员会声称委员会“数十年来一直批评‘波兰集中营’和‘波兰灭绝营’等伤害性的表述，认识到这些设施是由纳粹德国在占领波兰期间建立并管理的”。然而该委员会还声明“尽管我们铭记那些拯救犹太人的勇敢的波兰人，一些波兰人在谋杀犹太人中的作用不容忽视”，而委员会“坚决反对对‘波兰或波兰公民对大屠杀的某罪行负有责任’的声称予以处罚的法规”。
根据伊弗伦·祖洛夫博士的说法，使用“波兰灭绝营”这一表达方式具有误导性。他说“波兰国家不是犹太人大屠杀的同谋，但很多波兰人是。”
2018年2月3日德国外交部长西格马·加布里尔在Twitter上写道：“我已有15年作为组长组织到奥斯维辛和马伊达内克的青年旅行。这些集中营是德国的——毫无疑问！使用‘波兰灭绝营’的说法是个错误。”
2018年2月，鲁德曼家族基金会针对美国政府发起了一项运动，旨在让其切断与波兰的联系。这一运动的一段YouTube视频中，画面中的一个小组不断重复词组“Polish Holocaust”（意为“波兰大屠杀”）。该视频在遭到广泛批评后被删除。
同样在2018年2月，安妮·阿普尔鲍姆在《华盛顿邮报》发表评论文章，强调了该法律“愚蠢且不可执行”，反會使事情欲蓋彌彰；但还评论道以色列政府在“利用这场讨厌的争论满足自己的目的”。